# 屋久島おおぞら高等学校
屋久島おおぞら高等学校（やくしまおおぞらこうとうがっこう）は、鹿児島県熊毛郡屋久島町平内にある私立の通信制高等学校。運営法人は学校法人KTC学園。サポート校（分校）は、おおぞら高等学院
- 理事長：前田 益見
- 校長：茂木 健一郎
- 副校長：菊池 亮平
- 所管庁：鹿児島県庁（県知事認可校）
- 法人番号：5340005004437
- インボイス番号：T5340005004437 ※2023年10月1日に適格請求書発行事業者として登録

## 沿革
- 2002年（平成14年）
  - 通信制高校のサポート校として、KTC中央高等学院開校。
- 2005年（平成17年）
  - 4月：世界自然遺産の屋久島に屋久島おおぞら高等学校開校（定員2,000名）。
- 2007年（平成19年）
  - 10月：鹿児島県議会で屋久島おおぞら高等学校が「屋久島の地域活性化に大きく貢献」と取り上げられる。定員4,000名認可。
- 2008年（平成20年）
  - 定員7,000名認可
- 2009年（平成21年）
  - 屋久島おおぞら高等学校を題材したドラマ『いのちの島』（TBS系列全国ネット）放映。
- 2010年（平成22年）
  - 定員10,000名認可。
  - 海外直営キャンパスをカナダのバンクーバーに開校。
  - キャリア教育プログラム「旧ドリームクラフト」（現「社会の架け橋プログラム」）を開始。
- 2012年（平成24年）
  - 卒業生累計が1万名を超える。「KTCけん玉夢基金」をモザンビーク共和国大使館へ小学校建設費用として寄付。
- 2013年（平成25年）
  - スクーリング参加者累計が3万名を超える。
  - 4月：「茂木健一郎 特別授業」開催。
  - 10月：「茂木健一郎先生×木村秋則先生 特別授業」開催。
- 2014年（平成26年）
  - 11月：「おおぞら校歌プロジェクト」開始。
- 2015年（平成27年）
  - 生徒による作詞、茂木健一郎先生作詞監修、WASABI作曲による「おおぞら校歌」が完成。スクーリング参加者累計が4万名を超える。
- 2016年（平成28年）
  - 1月：『茂木健一郎先生 特別授業』開催。
- 2018年（平成30年）
  - サポートキャンパスを「KTCおおぞら高等学院」へ名称変更。学校プランドの再定義プロジェクト実施（生徒、卒業生、職員、取引先等へのアンケートの実施）。「なりたい大人になるための学校」と言う合い言葉をデザイン設計し展開。-「KTCみらいノート」共同開発。- 大学部「おおぞらカレッジ」開校。-なりたい大人作文コンクール「なりたい大人研究所」発足。
- 2019年（平成31年・令和元年）
  - 卒業生累計が3万名を超える。卒業生による成人式開催。
- 2021年（令和3年）
  - 茂木健一郎校長就任
- 2022年（令和4年）
  - サポートキャンパスをおおぞら高等学院へ名称変更し、総称を「おおぞら高校」とする。-定員1500名認可（在籍生徒数10,000名を超える）。7月20日-  通信制高校卒業者の大学進学率向上に寄与することを目的とし、近畿大学通信教育部と高大連携に係る覚書締結のため、調印式を実施。
- 2023年（令和5年）
  - 屋久島本校の新校舎を建築家・隈研吾氏が設計することが決定(2026年竣工予定)- 学校法人ＫＴＣ学園と三重県多気郡大台町が広域通信制高等学校（新規学校法人設立予定）の新規設置計画に係る基本合意を締結。（2026年4月開校予定 ）
- 2024年（令和6年）
  - グッドデザイン賞を受賞する。
- 2025年（令和7年）
  - 屋久島に隈研吾建築都市設計事務所が本校の新校舎建築予定。
  - 7月7日-屋久島本校 20周年記念 交響農園 屋久島センバスビレッジ 植樹セレモニー開催

## 特徴
- 卒業式は数名の生徒が代表して屋久島の本校で行われる。ほとんどの生徒はサポート校の所属分校で行う卒業式に参加し、屋久島おおぞら高等学校とおおぞら高等学院（分校）の卒業証書（修了証書）が手渡される。
- 推薦では、 大学・短期大学・専門学校などの高等教育の学校からの指定校推薦は全国から来ているが、特に学校がある鹿児島県内と学校事務をしている愛知県内が圧倒的に多い。

### 校訓
- 挑戦（夢に向かって挑戦しよう）
- 感動（自然・人々とのふれあいから感動を）
- 飛翔（社会に力強く羽ばたこう）

### 教育理念
- つながる場所、つながる場所。なりたい大人になるために

### 学習スタイル
- 遠隔授業、スクーリング「面接指導」や、レポート（「報告課題」添削指導）及び、年に約1回程度の単位認定試験「テスト」で、必要な単位を修得する。
- スクーリングは年に1回、4泊5日屋久島本校で行われる。

## サポート校
サポート校（分校） として学校法人KTC学園おおぞら高等学院（おおぞら高校）が、また提携協力校としてマイン高等学院がある。
- サポート校に入学せず、屋久島おおぞら高等学校だけに在籍することもできる。

### 学校行事
- 学院祭（文化祭）や「おおぞらフェス（合同文化祭）」、「おおぞら杯（部門大会）」などの行事がある。※おおぞら杯では、おおぞらカップやみらいカップとも呼ばれている。

### 学科・コース
（この節の出典：）
＜みらい学科＞
「カルキュラム別コース」
- 基礎コース 週5日（月 - 金）
- 個別指導コース 週5日（月 - 金）
- 進学コース   週5日（月 - 金）

「専門コース」
- プログラミングコース
- マンガイラストコース
- 子ども・福祉コース 週2 - 3日
- 住環境デザインコース

〈概要〉
-   - 高等学校卒業資格の取得に必要な単位の修得は屋久島おおぞら高等学校であるため、おおぞら高等学院のどのコースであっても3年で卒業できる。
  - なおスクーリングは屋久島おおぞら高校の本校で行われるので、生徒は、スクーリングの都度屋久島へ向かうこととなる。

### キャンパスの情報
（この節の出典：）
東北地方
- 宮城県（仙台）、 福島県（郡山）

関東・甲信越地方
- 栃木県（宇都宮）
- 群馬県（高崎※技能連携校）
- 埼玉県（春日部・川越・大宮）
- 千葉県（千葉・柏）
- 東京都（東京〈新宿〉・東京秋葉原・立川・町田）
- 神奈川県（横浜・溝の口・湘南〈藤沢〉・厚木）
- 新潟県（新潟）、 長野県（松本）

東海・北陸地方
- 静岡県（静岡・浜松・富士）
- 愛知県（名古屋・岡崎）
- 三重県（三重四日市）

近畿地方
- 滋賀県（滋賀〈草津〉）
- 京都府（京都）
- 大阪府（梅田・大阪東・堺）
- 兵庫県（西宮・神戸・姫路）
- 和歌山県（和歌山）

中国・四国地方
- 岡山県（岡山・倉敷）
- 広島県（広島・福山・海田ナビ：ナビ個別指導学院と提携した分校）
- 香川県（高松）、愛媛県（松山）

九州地方
- 福岡県（福岡・ 小倉〈北九州〉・九大学研都市・久留米）
- 佐賀県（佐賀）
- 熊本県（熊本）
- 大分県（大分）

海外
- カナダ（バンクーバー）「留学専用」

※海田ナビキャンパス（広島県）の生徒募集停止（2025年現在）

## 著名な卒業生
- 吉田えり（野球選手）
- 戸田懐生（野球選手）
- 東城翔也（サッカー選手）
- 海音（モデル）
- 阿比留李帆（元SKE48）
- 渡部俊樹（声優）
- 佐藤希（声優）[4]
- 中田優子（参議院議員）

## 備考

### 加盟団体
- 鹿児島県私立中学高等学校協会（正会員）
- 公益社団法人屋久島環境文化財団- 屋久島環境文化村   （賛助会員）

### 組織
- 学務部
- 教務部
- 進路指導部
- 生徒指導部
- 保健部
- 学寮部
- 事務部

### 役員名簿
〈理事会〉
- 前田 益見（理事長）
- 茂木 健一郎（校長）
- 宮嶋恒光
- 日高雲平
- 前田和一
- 岡田純也
- 西尾公男

〈監事〉
- 野田賢次郎
- 間瀬直人

〈評議員会〉
- 小林　英仁（学院長）

※設立当初の役員も含まれています。